# Departamento de Quiché
El Quiché, (del k’iche’: «muchos árboles») oficialmente el Departamento de Quiché, es uno de los veintidós departamentos que conforman Guatemala, se encuentra situado en la región noroccidental. Su cabecera departamental es Santa Cruz del Quiché. Limita al este con el departamento de Alta Verapaz y Baja Verapaz, al oeste con Huehuetenango y Totonicapán, al norte con el estado de Chiapas en México, y al sur con Sololá y Chimaltenango. 
Poco después de la conquista de Guatemala, la región de la sierra de los Cuchumatanes, fue parte de la región de Teculutlán (español: «zona de guerra») en donde numerosos indígenas se atrincheraron para resistir la conquista española. Cuando los españoles e indígenas tlaxcaltecas y cholultecas invadieron Guatemala en la década de 1520, la región de Sacapulas y otros poblados indígenas ixiles y uspantekos resistieron varios años a la conquista gracias a su ubicación en la sierra de los Cuchumatanes y a la ferocidad de sus guerreros; tras varios años de derrotar los intentos de conquista española, finalmente fueron derrotados en diciembre de 1530, y los guerreros sobrevivientes fueron marcados como esclavos en castigo a su prolongada resistencia.
El departamento propiamente dicho fue creado a partir de los departamentos originales de Totonicapán/Huehuetenango y Sololá/Suchitepéquez que se habían creado en 1825, pocos años después de la Independencia de Centroamérica. El gobierno de facto provisorio de Miguel García Granados el 12 de agosto de 1872 consideró que era conveniente crea el nuevo departamento para lograr una mejor administración de la región.
A partir de 1970 pertenece a la Franja Transversal del Norte y durante la guerra civil que vivió el país entre 1960 y 1996 fue el escenario de cruentos combates y políticas de tierra arrasada, principalmente en el área petrolera de Ixcán especialmente a partir de 1972, con el ingreso al territorio del Ejército Guerrillero de los Pobres. Limita al norte con México; al sur con los departamentos de Chimaltenango y Sololá; al este con los departamentos de Alta Verapaz y Baja Verapaz; y al oeste con los departamentos de Totonicapán y Huehuetenango.

## Historia

### Época prehispánica (Período Clásico Temprano)
En el Clásico Temprano se observa un crecimiento de ciudades mayas importantes en todo el altiplano del norte. El área ixil está incluida en este auge y nacen los primeros sitios como Nebaj, Chipal, Tzicuay, Sumal y Xacbal. Se encuentran tipos de cerámica provenientes de las tierras bajas, pero la mayoría está más relacionada con las tierras altas. Los sitios ixiles conservaron los nexos más estrechos con el sitio mam Zaculeu y el sitio awakateka Chalchitán. Sin embargo, hay también estrechos vínculos con el sitio de Chamá en Alta Verapaz, que estaba sobre el río Chixoy, y que tal vez era de habla q’eqchi’ o ch’olana. Chamá es famoso por su estilo de cerámica. Piezas del mismo estilo se han encontrado en el área de Nebaj. Esta relación se prosigue en el clásico tardío.
Para este período el sitio de Nebaj, (solo el grupo A), al cual los pobladores cercanos lo llaman Xe B’aj, parece haber emergido como el centro regional del área ixil con amplios contactos exteriores. Los gobernantes tienen un estilo de vida parecido a sus homólogos en la región de Petén. Erigen estelas (aunque lisas, no grabadas) con altares. Se entierran en tumbas con la típica falsa bóveda maya, en las cuales descansan los cuerpos en posición extendida.

### Período Clásico Tardío
Entre los años de 810 al 830 D.C. el ajaw Noj Yo(k) K’in, (que significa Gran Columna de Sol), gobernaba la región ixil, entre sus títulos estaban ser un Bacab, señor de Aj Siyaj Tun (quizás el nombre clásico de Nebaj) y Ajaw de "Ch’aju", muy probablemente la actual Chajul.
Xe B’aj sigue siendo el centro regional del área ixil. Sus contactos más estrechos son con Zaculeu y Chalchitán, o sea con los del grupo de habla mamense. Luego con los sitios de Sacapulas y del resto del Quiché. Mantiene contactos con las tierras bajas de Petén y de la cuenca del río Usumacinta, pero al parecer más intenso con ciudades de Alta Verapaz, como Chamá y Chipoc en Cobán. Continúan su existencia los sitios más modestos como Chipal, Tzicuay y Xacbal, Ilom mientras nacen aún más centros locales, como Caquixay, Nebaj (grupo B), también Acihtz, Tixchún y Baschuc. Casi todos éstos van a quedarse ocupados hasta la llegada de los españoles
En sus costumbres funerales siguen reutilizando las tumbas, aunque crean también nuevos entierros. La gente común tiene su propia forma de dejar a sus muertos, las urnas funerarias que fueron encontradas en las zonas habitacionales. Grandes urnas adornadas muchas veces con la imagen del Dios del Sol en su aspecto diurno tanto como nocturno (jaguar).

La gran innovación en la arquitectura local de esta época es la cancha de pelota (con extremidades abiertas). Va a ser típico para la plaza ixil de este tiempo.

### Conquista española

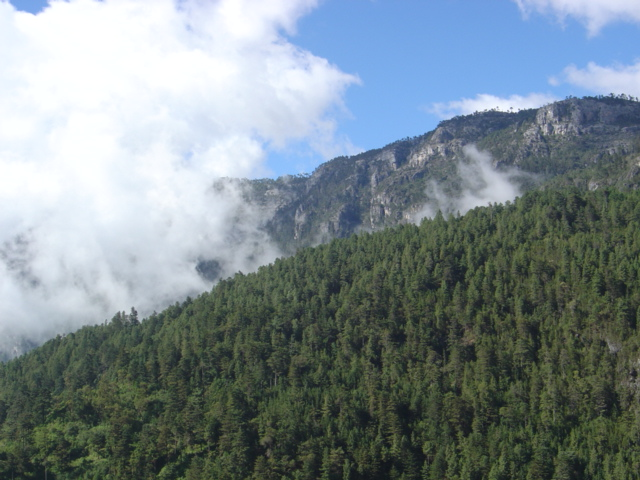
El terreno difícil y la lejanía de los Cuchumatanes, hicieron su conquista difícil.

En los diez años después de la caída de Zaculeu, los españoles trataron de invadir la sierra de los Cuchumatanes para conquistar a los pueblos chuj y q'anjob'al y para buscar oro, plata y otras riquezas; sin embargo, la lejanía y la dificultad del terreno hicieron que su conquista resultara difícil.
Después de los españoles conquistaron la parte occidental de la sierra de los Cuchumatanes, los ixiles y uspantecos(uspantek) los lograron evadir; estos pueblos eran aliados y en 1529 los guerreros uspantecos estaban hostigando a las fuerzas españolas tratando de fomentar la rebelión entre los quichés. Gaspar Arias, magistrado de Guatemala, penetró en los Cuchumatanes orientales con una infantería de sesenta soldados españoles y trescientos guerreros aliados indígenas y a principios de septiembre había logrado imponer la autoridad española temporalmente en el área que ocupan los modernos poblados de Chajul y Nebaj. Luego, cuando marchaba al este hacia Uspantán, Arias recibió aviso de que el gobernador en funciones de Guatemala, Francisco de Orduña, lo había destituido como magistrado y tuvo que regresar a Guatemala, dejando al mando al inexperto Pedro de Olmos. Olmos lanzó un desastroso asalto frontal a la ciudad, en donde los españoles fueron emboscados por la retaguardia por más de dos mil guerreros uspantecos; los sobrevivientes que lograron escapar, regresaron, hostigados, a la guarnición española en Q'umarkaj.
Un año más tarde, Francisco de Castellanos encabezó una nueva expedición militar contra los ixiles y uspantecos, con ocho cabos, treinta y dos hombres montados, cuarenta soldados españoles a pie y cientos de guerreros aliados indígenas; en las laderas más altas de los Cuchumatanes, en el área que ocupa el moderno municipio de Sacapulas, se enfrentaron contra casi cinco mil guerreros ixiles procedentes de Nebaj y asentamientos cercanos. Las fuerzas españolas asediaron la ciudad y sus aliados indígenas lograron escalar las paredes, penetrar en la fortaleza y le prendieron fuego; los sobrevivientes fueron marcados como esclavos para castigarles por su resistencia. Los habitantes de Chajul, al saberlo, inmediatamente se rindieron y los españoles continuaron hacia Uspantán en donde había diez mil guerreros, procedentes del área ocupada por los modernos municipios de Cotzal, Cunén, Sacapulas y Verapaz; el despliegue de la caballería española y el uso de las armas de fuego decidieron la batalla en favor de los españoles que ocuparon Uspantán y nuevamente marcaron como esclavos a todos los guerreros supervivientes. Los pueblos en los alrededores también se rindieron y en diciembre de 1530 finalizó la conquista de los Cuchumatanes. El pueblo ixil luego fue dividido en cuatro pueblos, formando así Nebaj, Cotzal, Chajul, e Ilom.[cita requerida]
Según fray Francisco Ximénez, O.P. (siglo XVII-XVIII), la palabra quiché o k'iche' significa ‘bosque, selva, muchos árboles’. Se compone de las voces ki: ‘cuántos’; che: ‘árboles’, que produjo también la palabra quiché kechelau, que significa ‘bosque’. Actualmente se tienen nuevos estudios de estas racíces, que literalmente son: k'i "muchos" (que es diferente a cuántos, según Ximénez) y che' "árbol".
El territorio fue habitado por el gran Reino quiché, cuya capital y principal ciudad, Gumarcaj (Utatlán), estaba ubicada cerca de la actual cabecera departamental.
Las crónicas indígenas indican que cuando la población creció hubo necesidad de asentar nuevas poblaciones en el lugar denominado Chi-Quix-Ché.

### Capitulaciones de Tezulutlán

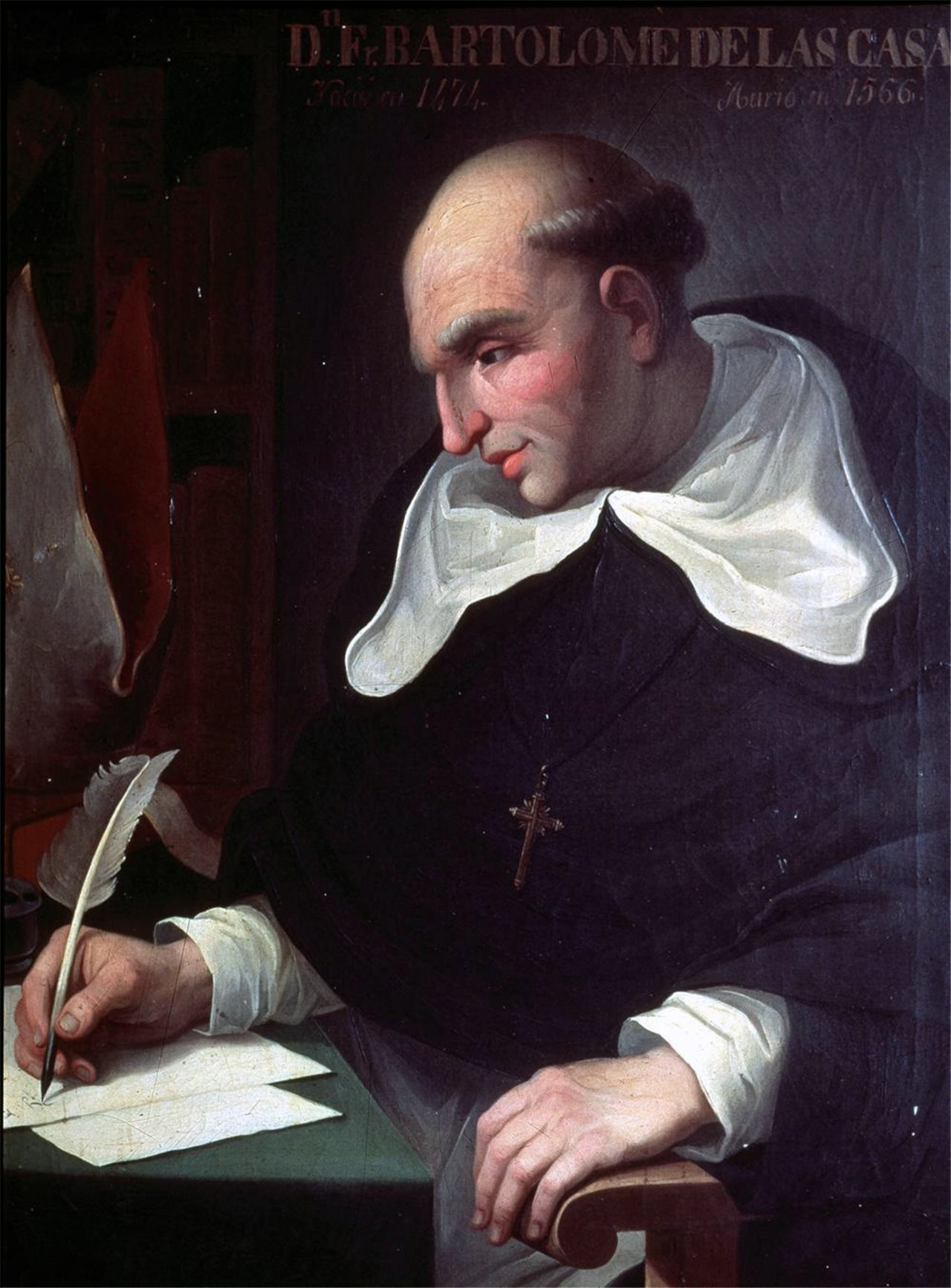
Fray Bartolomé de las Casas, O.P., quien junto a los frailes Rodrigo de Landa, Pedro de Angulo y Luis de Cáncer iniciaron la catequización de las Verapaces en 1542.

En noviembre de 1536, el fraile Bartolomé de las Casas, O.P. se instaló en Santiago de Guatemala. Meses después el obispo Juan Garcés, que era amigo suyo, le invitó a trasladarse a Tlascala. Posteriormente, volvió a trasladarse a Guatemala. El 2 de mayo de 1537 consiguió del gobernador licenciado Don Alfonso de Maldonado un compromiso escrito ratificado el 6 de julio de 1539 por el Virrey de México Don Antonio de Mendoza, que los nativos de Tuzulutlán, cuando fueran conquistados, no serían dados en encomienda sino que serían vasallos de la Corona. Las Casas, junto con otros frailes como Pedro de Angulo y Rodrigo de Ladrada, buscó a cuatro indios cristianos y les enseñó cánticos cristianos donde se explicaban cuestiones básicas del Evangelio. Posteriormente encabezó una comitiva que trajo pequeños regalos a los indios (tijeras, cascabeles, peines, espejos, collares de cuentas de vidrio...) e impresionó al cacique, que decidió convertirse al cristianismo y ser predicador de sus vasallos. El cacique se bautizó con el nombre de Juan. Los nativos consintieron la construcción de una iglesia pero otro cacique llamado Cobán quemó la iglesia. Juan, con 60 hombres, acompañado de Las Casas y Pedro de Angulo, fueron a hablar con los indios de Cobán y les convencieron de sus buenas intenciones.
Las Casas, fray Luis de Cáncer, fray Rodrigo de Ladrada y fray Pedro de Angulo, O.P. tomaron parte en el proyecto de reducción y pacificación, pero fue Luis de Cáncer quien fue recibido por el cacique de Sacapulas logrando realizar los primeros bautizos de los habitantes. El cacique «Don Juan» tomó la iniciativa de casar a una de sus hijas con un principal del pueblo de Cobán bajo la religión católica.
Las Casas y Angulo fundaron el pueblo de Rabinal, y Cobán fue la cabecera de la doctrina católica. Tras dos años de esfuerzo el sistema de reducción comenzó a tener un éxito relativo, pues los indígenas se trasladaron a terrenos más accesibles y se fundaron localidades al modo español. El nombre de «Tierra de Guerra» fue sustituido por el de «Vera Paz» (verdadera paz), denominación que se hizo oficial en 1547.

### Época colonial
Durante el período colonial, Quiché formaba parte de las provincias de Totonicapán o Huehuetenango y de Sololá o Atitlán.
Se ha teorizado que la primera versión del Popol Vuh fue una obra escrita alrededor del año 1550 por un indígena que, luego de aprender a escribir con caracteres latinos, capturó y escribió la recitación oral de un anciano. Pero este hipotético autor «nunca revela la fuente de su obra escrita y en su lugar invita al lector a creer lo que quiera del primer folio recto», la cual utilizó fray Francisco Ximénez, O.P. para hacer la traducción del libro. Si existiera tal documento, dicha versión habría permanecido oculta hasta el período 1701-1703, cuando Ximénez llegó a ser cura doctrinero de Santo Tomás Chicicastenango (Chuilá).
Ximénez transcribió y tradujo el texto en columnas paralelas de k'iche' y español y más tarde hizo una versión en prosa que ocupa los primeros cuarenta capítulos del primer tomo de su Historia de la provincia de Santo Vicente de Chiapa y Guatemala que empezó a escribir en 1715.
Los trabajos de Ximénez permanecieron archivados en el Convento de Santo Domingo hasta 1830, cuando fueron trasladados a la Escuela de Ciencias de Guatemala tras la expulsión de los dominicos de los estados de la Federación Centroamericana. En 1854 fueron encontrados por el austríaco Karl Scherzer, quien en 1857 publicó el primer tallado de Ximénez en Viena bajo el título primitivo Las historias del origen de los indios de esta provincia de Guatemala. Por su parte, el abate Charles Étienne Brasseur de Bourbourg sustrajo el escrito original de la universidad, lo llevó a Europa y lo tradujo al francés. En 1861 publicó un volumen bajo el título Popol Vuh, le livre sacré et les mythes de l'antiquité américaine. Fue él, pues, quien acuñó el nombre Popol Vuh.
Estudios posteriores demostraron que el padre Ximénez no tradujo fielmente el contenido del libro de los k'iche's y que modificó el texto para facilitar su tarea predicadora. No obstante, otras investigaciones arqueológicas han encontrado evidencias de los dioses mencionados en el Popol Vuh en diferentes ciudades y monumentos mayas.

### Doctrinas de los dominicos

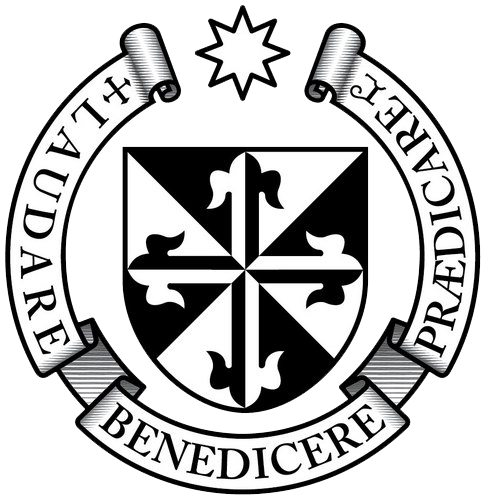
Escudo de la Orden de Predicadores.

La Corona española se enfocó en la catequización de los indígenas; las congregaciones fundadas por los misioneros reales en el Nuevo Mundo fueron llamadas «doctrinas de indios» o simplemente «doctrinas». Originalmente, los frailes tenían únicamente una misión temporal: enseñarle la fe católica a los indígenas, para luego dar paso a parroquias seculares como las establecidas en España; con este fin, los frailes debían haber enseñado los evangelios y el idioma español a los nativos. Ya cuando los indígenas estuvieran catequizados y hablaran español, podrían empezar a vivir en parroquias y a contribuir con el diezmo, como hacían los peninsulares.
Pero este plan nunca se llevó a cabo, principalmente porque la corona perdió el control de las órdenes regulares tan pronto como los miembros de éstas se embarcaron para América. Por otra parte, protegidos por sus privilegios apostólicos para ayudar a la conversión de los indígenas, los misionares solamente atendieron a la autoridad de sus priores y provinciales, y no a la de las autoridades españolas ni a las de los obispos. Los provinciales de las órdenes, a su vez, únicamente rendían cuentas a los líderes de su orden y no a la corona; una vez habían establecido una doctrina, protegían sus intereses en ella, incluso en contra de los intereses del rey y de esta forma las doctrinas pasaron a ser pueblos de indios que se quedaron establecidos para todo el resto de la colonia.
Las doctrinas fueron fundadas a discreción de los frailes, ya que tenían libertad completa para establecer comunidades para catequizar a los indígenas, con la esperanza de que estas pasaran con el tiempo a la jurisdicción de una parroquia secular a la que se le pagaría el diezmo; en realidad, lo que ocurrió fue que las doctrinas crecieron sin control y nunca pasaron al control de parroquias; se formaron alrededor de una cabecera en donde tenían su monasterio permanente los frailes y de dicha cabecera salían a catequizar o visitar las aldeas y caseríos que pertenecían a la doctrina, y que se conocían como anexos, visitas o pueblos de visita.
La administración colectiva por parte del grupo de frailes eran la característica más importante de las doctrinas ya que garantizaba la continuación del sistema de la comunidad en caso falleciese uno de los dirigentes.
En 1638, los dominicos separaron a sus grandes doctrinas —que les representaban considerables ingresos económicos— en grupos centrados en sus seis conventos: Los conventos estaban en: la ciudad de Santiago de los Caballeros de Guatemala, Amatitlán, Verapaz, Sonsonate, San Salvador y Sacapulas. Específicamente en Sacapulas, la doctrina abarcaba los poblados de Sacapulas, Cunén, Nebaj, Santa Cruz del Quiché, San Andrés Sajcabajá, Zacualpa y Chichicastenango.

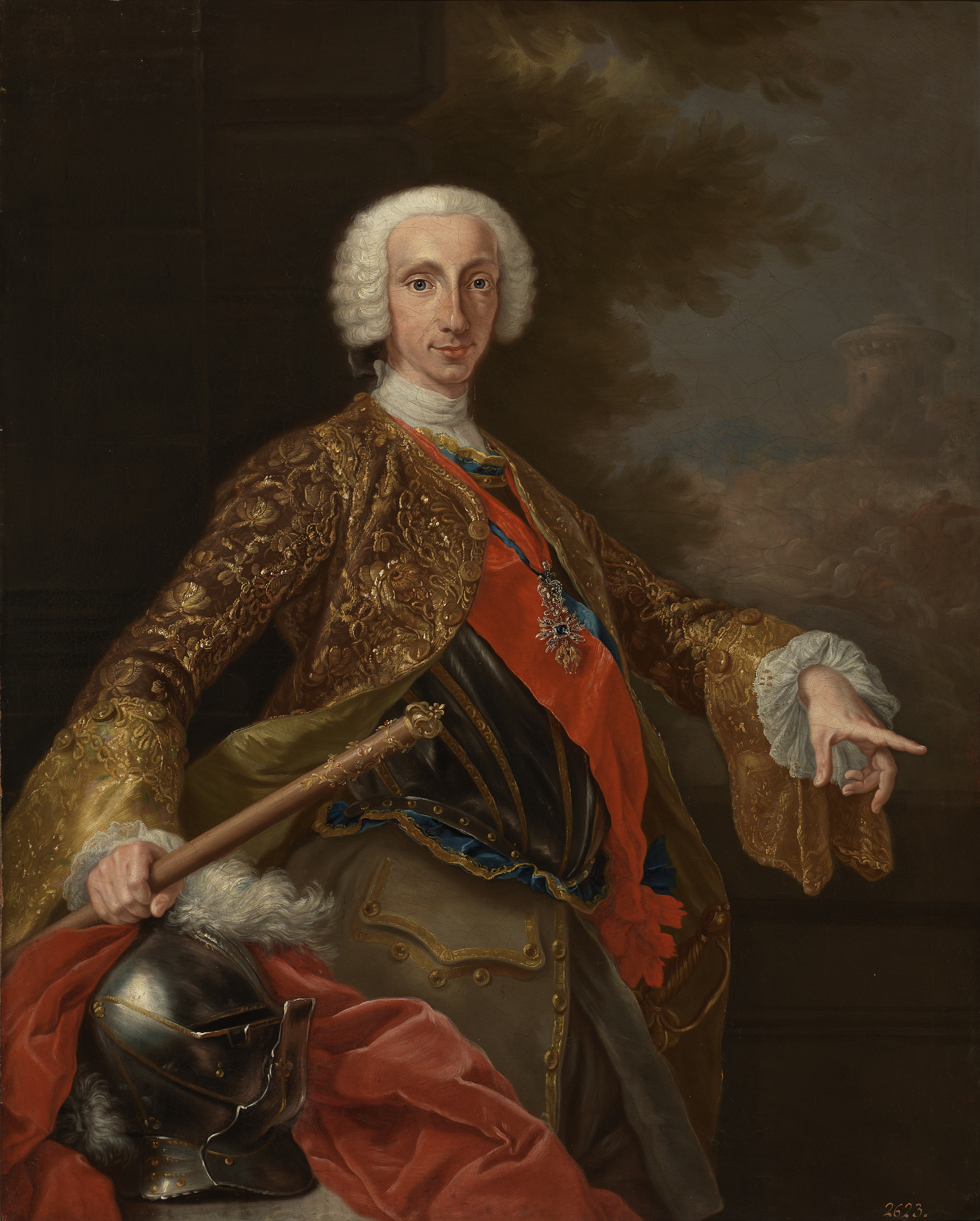
Rey Carlos III de España, promotor de las reformas borbónicas.

En 1754, en virtud de una Real Cédula parte de las Reformas Borbónicas, todos los curatos de las órdenes regulares fueron traspasados al clero secular.
En 1765 se publicaron las reformas borbónicas de la Corona española, que pretendían recuperar el poder real sobre las colonias y aumentar la recaudación fiscal. Con estas reformas se crearon los estancos para controlar la producción de las bebidas embriagantes, el tabaco, la pólvora, los naipes y el patio de gallos. La real hacienda subastaba el estanco anualmente y un particular lo compraba, convirtiéndose así en el dueño del monopolio de cierto producto. Ese mismo año se crearon cuatro subdelegaciones de la Real Hacienda en San Salvador, Ciudad Real, Comayagua y León y la estructura político administrativa de la Capitanía General de Guatemala cambió a quince provincias:
Además de esta redistribución administrativa, la Corona española estableció una política tendiente a disminuir el poder de la Iglesia católica, el cual hasta ese momento era prácticamente absoluto sobre los vasallos españoles. Esta política de disminución de poder de la iglesia se basaba en la Ilustración

### Tras la independencia de Centroamérica
El artículo 2.º del decreto 63 de la Asamblea Constituyente del Estado de Guatemala, promulgado el 27 de octubre de 1825, concedió el título y denominación de villa a la cabecera.

### Creación del departamento
El área que comprende el moderno departamento de Quiché estaba distribuida hasta 1872 entre los departamentos de Sololá/Suchitepéquez y Totonicapán/Huehuetenango; tras la Reforma Liberal de 1871, el presidente de facto provisiorio Miguel García Granados dispuso crear el departamento de Quiché para mejorar la administración territorial de la República; el texto del decreto es el siguiente:
| Decreto N.º 72 Considerando, que la grande extensión que hoy tienen los Departamentos de Sololá y Totonicapán hace ineficaz la acción de las autoridades, y que es conveniente para remediar este mal y atender al mejor servicio público de aquellos pueblos, la creación de un nuevo Departamento, tengo a bien decretar y DECRETO: 1. Se establece un nuevo Departamento, que denominará Quiché, cuya cabecera es la villa de este nombre. 2. Componen este departamento las poblaciones siguientes: Joyabaj, Lemoa, Santo Tomás Chichicastenango, Chinic, Chiché, San Pedro Jocopilas, San Andrés Joyabajá, Cunem, San Miguel Uspantán, Cotzal, Chujuyup, Patzité, San Bartolo Jocotenango, Sacapulas, Nebaj, Chajul, Caniyá y Sacualpa. 3. En consecuencia, el Departamento de Sololá queda con los pueblos siguientes: villa de Sololá, cabecera, San José Chacallá, San Andrés Semetabaj, Concepción, Panajachel, San Jorge, Santa Cruz, Santa Lucía Utatlán, Santa Clara, Santa Bárbara, San Juan de los Leprosos, Visitación, San Pedro, San Juan, San Pablo, San Marcos, Atitlán, San Lucas Tolimán, San Antonio Palopó, Santa Catarina Palopó y Patulul. 4. El Departamento de Totonicapán se compone de los pueblos siguientes: Totonicapam, ciudad cabecera, San Cristóbal, San Andrés Xecul, San Francisco El Alto, San Carlos Sija, San Antonio Sija, San Bartolo Agua Caliente, Calel, Momostenango, Santa María Chiquimula, San Antonio Ilotenango, Nagualá, Santa Catarina Ixtahuacán y Santo Tomás Perdido, en la costa de Suchitepéquez. Dado en Guatemala, a doce de agosto de mil ochocientos setenta y dos, —Miguel García Granados Secretario del Interior, Gobernación y Negocios Eclesiásticos: Marco Aurelio Soto. Tomado de: Recopilación: Las leyes emitidas por el gobierno democrático de la República de Guatemala, 1871-1881. |

### Gobierno de Manuel Estrada Cabrera

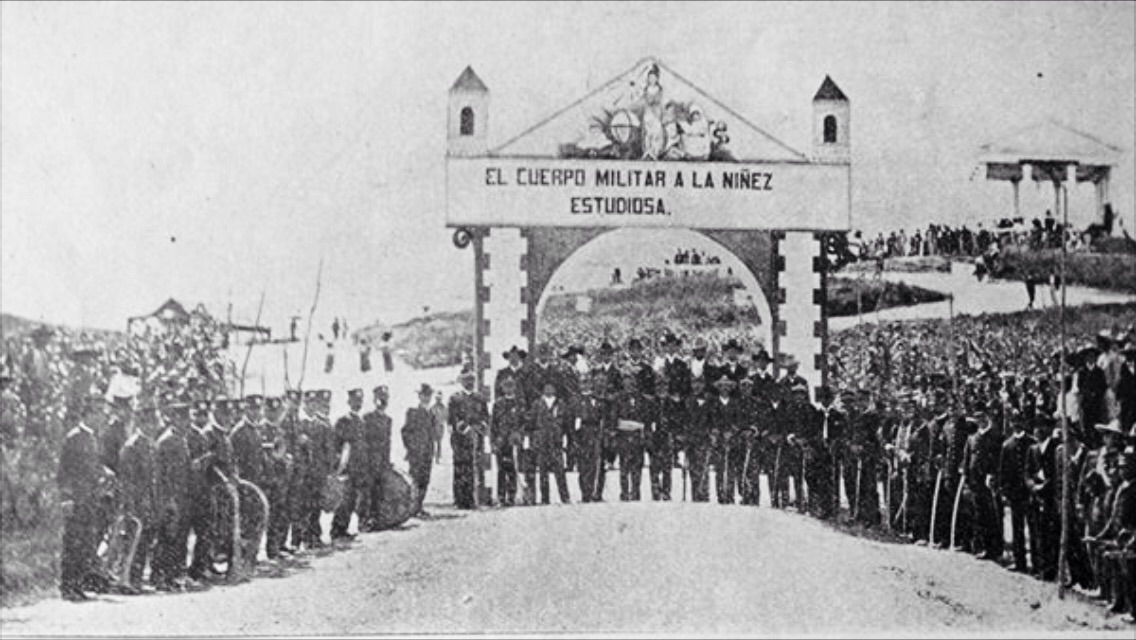
Celebración de las Fiestas Minervalias en El Quiché en 1907 durante el gobierno del licenciado Manuel Estrada Cabrera. El jefe político era el general Fidel Echeverría Flores.

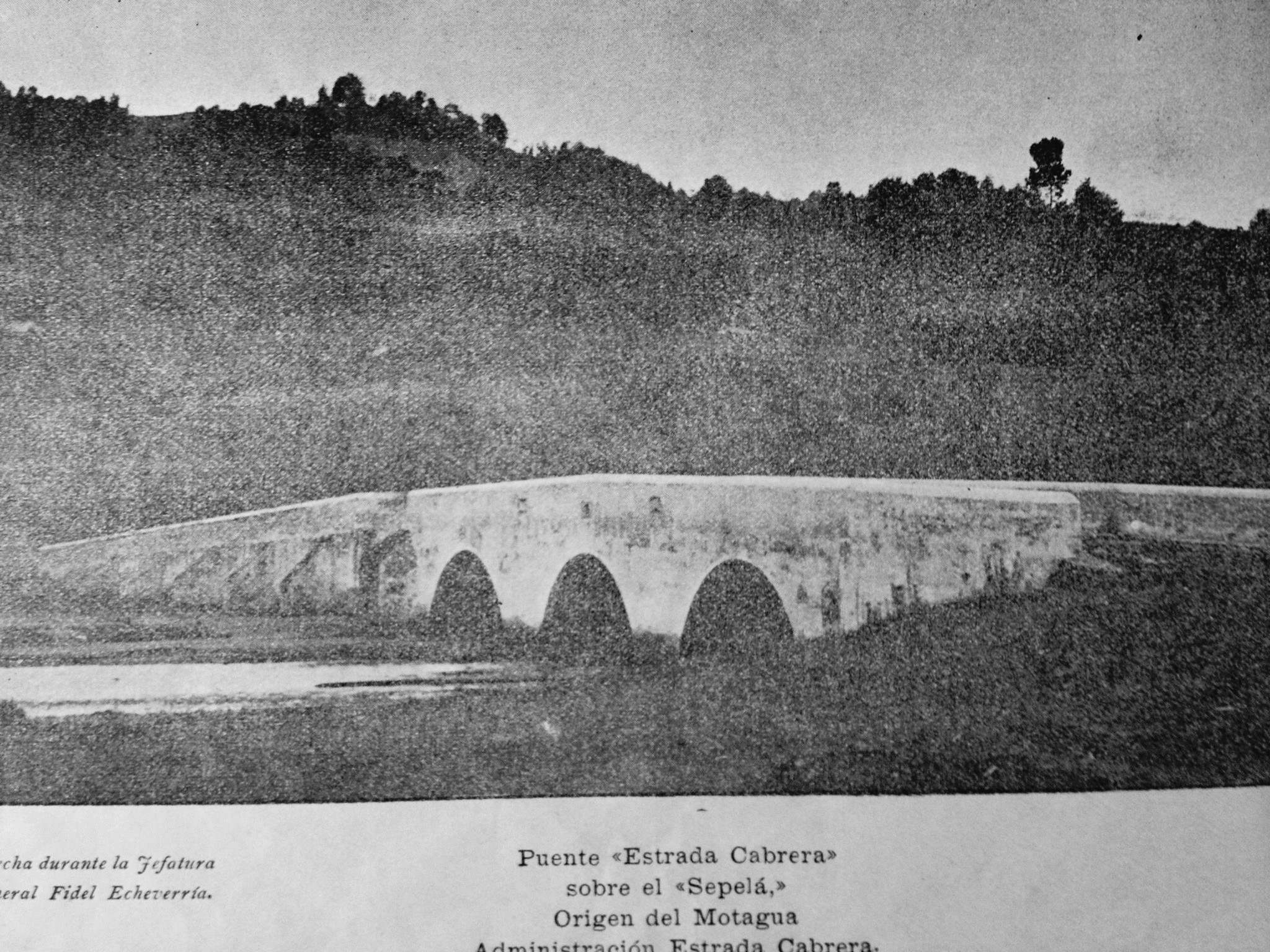
Puente sobre el río Sepelá. Originalmente se llamó puente «Estrada Cabrera» cuando se construyó en 1907.

Durante el gobierno del licenciado Manuel Estrada Cabrera el jefe político y militar del departamento fue el general Fidel Echeverría Flores.
Por acuerdo gubernativo del 26 de noviembre de 1924 se elevó a la categoría de ciudad a Santa Cruz del Quiché.

### Franja Transversal del Norte
Tras el derrocamiento del presidente Jacobo Árbenz en 1954, se creó el Consejo de Planificación Económica (CNPE), el cual empezó a utilizar estrategias de libre mercado, asesorado por el Banco Mundial y por la Administración de Cooperación Internacional (ICA) del gobierno de los Estados Unidos. El CNPE y la ICA crearon la Dirección General de Asuntos Agrarios (DGAA) la cual se encargó de desmantelar los efectos del Decreto 900 del gobierno de Jacobo Árbenz Guzmán. La DGAA se encargó de la faja geográfica que colindaba con el límite departamental de Petén y las fronteras de Belice, Honduras y México, y que con el tiempo se llamaría Franja Transversal del Norte (FTN).

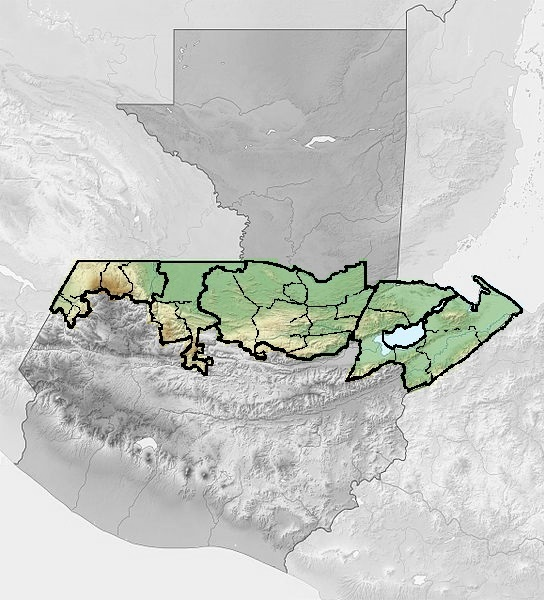
Mapa de la Franja Transversal del Norte

El primer proyecto colonizador en la FTN fue el de Sebol-Chinajá, en Alta Verapaz. Sebol, en ese entonces, era considerado como un punto estratégico y vía fluvial a través del río Cancuén, que comunicaba con Petén hasta el río Usumacinta en la frontera con México y la única carretera que existía era la de terrecería que construyó el presidente Lázaro Chacón en 1928. En 1958, durante el gobierno del general Miguel Ydígoras Fuentes el Banco Interamericano de Desarrollo (BID) financió proyectos de infraestructura en Sebol. En 1960, el entonces capitán del Ejército de Guatemala Fernando Romeo Lucas García heredó las fincas Saquixquib y Punta de Boloncó al nororiente de Sebol, Alta Verapaz, con una extensión de 15 caballerías cada una. En 1963 compró la finca «San Fernando» El Palmar de Sejux con una extensión de 8 caballerías, y finalmente compró la finca «Sepur», cercana a «San Fernando», con una extensión de 18 caballerías. Durante estos años fue diputado en el congreso de Guatemala y cabildeó para impulsar la inversión en esa zona del país.
En esos años, la importancia de la región estaba en la ganadería, la explotación de madera preciosas para exportación y la riqueza arqueológica. Contratos madereros se dieron a empresas trasnacionales, como la Murphy Pacific Corporación de California, que invirtió 30 millones de dólares para la colonización del sur de Petén y Alta Verapaz, y formó la Compañía Impulsadora del Norte, S.A. La colonización del área se hizo por medio de un proceso por el que se otorgaban tierras en zonas inhóspitas de la FTN a campesinos.
En 1962, la DGAA se convirtió en el Instituto Nacional de Transformación Agraria (INTA), por el decreto 1551 que creó la ley de Transformación Agraria. En 1964, el INTA definió la geografía de la FTN como la parte norte de los departamentos de Huehuetenango, Quiché, Alta Verapaz e Izabal y ese mismo año sacerdotes de la orden Maryknoll y de la Orden del Sagrado Corazón iniciaron el primer proceso de colonización, junto con el INTA, llevando a pobladores de Huehuetenango al sector de Ixcán en Quiché.
La Franja Transversal del Norte fue creada oficialmente durante el gobierno del general Carlos Arana Osorio en 1970, mediante el Decreto 60-70 en el Congreso de la República, para el establecimiento de desarrollo agrario. Altos oficiales guatemaltecos —incluyendo el presidente Fernando Romeo Lucas García y el expresidente Kjell Eugenio Laugerud García— se convirtieron entonces en grandes terratenientes e inversionistas aprovechando las políticas de traslado de campesinos, acceso a información privilegiada, ampliación del crédito público y grandes proyectos de desarrollo; de hecho, la oficialidad guatemalteca formó el Banco del Ejército, y diversificó sus fondos de pensión.
Desde 1974, se venía explotando crudo comercialmente en las cercanías de la FTN a raíz de los descubrimientos realizados por las petroleras Basic Resources y Shenandoah Oil, que operaban conjuntamente en el campo petrolero de Rubelsanto, Alta Verapaz. En 1976, cuando Laugerud García llegó a visitar la cooperativa Mayalán en el sector de Ixcán, Quiché, el cual se había formado apenas diez 12 años antes, dijo: «Mayalán está asentada en la cima del oro», dejando entrever que la Franja Transversal del Norte ya no sería dedicada a la agricultura ni al movimiento cooperativista, sino que sería utilizada por objetivos estratégicos de explotación de recursos naturales.. Tras esa visita presidencial, ambas compañías petroleras realizaron exploraciones en tierras de Xalbal, muy cerca de Mayalán en el Ixcán, donde perforaron el pozo «San Lucas» con resultados infructuosos. Esas exploraciones, que abrieron el camino para futuros experimentos petroleros en Ixcán, y el resto de la FTN, también fueron el principal motivo para la construcción de la carretera de terracería que recorre la Franja. Shenandoah Oil, el Instituto Nacional de Transformación Agraria (INTA) y el Batallón de Ingenieros del Ejército se coordinaron para construir ese corredor entre 1975 y 1979, lo que a la postre permitió que políticos, militares y empresarios poderosos de la época se adueñaran de muchas de las tierras donde yacían la riqueza maderera y el potencial petrolero..
La presencia del Ejército Guerrillero de los Pobres en Quiché, especialmente en la región petrolera de Ixcán, hizo que la guerra civil se recrudeciera en el área y los proyectos no se llevaran a cabo. La región quedó en un parcial abandono hasta 2008, que se inició la construcción de la carretera en la franja.
Tras el derrocamiento de Lucas García el 23 de marzo de 1982, subió al poder un triunvirato militar encabezado por el general Efraín Ríos Montt, junto con los coroneles Horacio Maldonado Shaad y Francisco Gordillo. El 2 de junio de 1982, periodistas internacionales le realizaron una entrevista a Ríos Montt, quien dijo lo siguiente referente gobierno de Lucas García y la Franja Transversal del Norte:
| 1. ¿Cuáles fueron las causas del golpe de estado? Hubo muchas causas; había llegado a tal forma de descomposición el gobierno que él mismo estaba cortándose sus raíces; ya no tenía raíces ni en el pueblo ni en las instituciones. Como consecuencia se cayó; así, simple y llanamente. 2. ¿Había corrupción en el gobierno anterior? Tengo entendido que muchísima corrupción. Se llegó a tal grado con la corrupción que, siendo Guatemala un país con grandes reservas económicas, en dos años se acabaron las reservas económicas; y además dejaron hipotecado todo el país con las grandes construcciones que hicieron, como anillos periféricos que realmente no tenían ningún concepto de planificación desde el punto de vista de tránsito y de tráfico. 3. Durante el gobierno de Lucas García había muchos proyectos sociales, mucho más que en gobiernos anteriores, excepto en los gobiernos revolucionarios (1944-1954). ¿Cómo va a ser diferente este gobierno? No fue Lucas García sino que el gobierno en sí; ellos dieron parcelas a las orillas de la Transversal del Norte, para sacar (a los campesinos) de los terrenos en donde había petróleo. Después dieron tierras porque compraron tierras para quedarse con el dinero de la venta de fincas. Había unos terrenos de un determinado dueño, y agarró a esa gente y la tiró a lo largo de la Transversal del Norte, por eso hicieron la carretera a la Transversal del Norte: para paliar nada más la protesta de esta gente que fue sacada de sus terrenos, en donde había petróleo. |

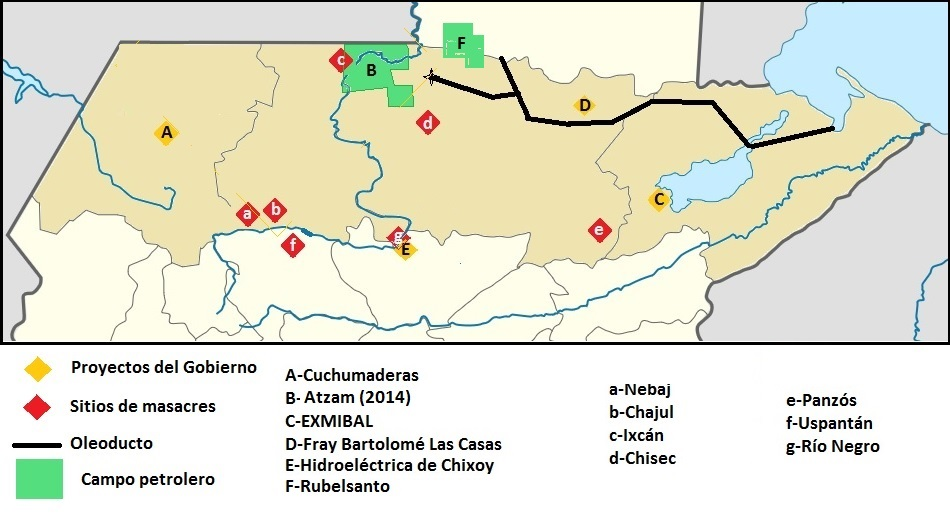
Ubicación de proyectos gubernamentales y de masacres en el área de la Franja Transversal del Norte. Obsérvese el campo petrolero de Atzam que se encuentra operativo en Ixcán.

### Guerra Civil de Guatemala
En Nebaj actuó el Ejército Guerrillero de los Pobres, el cual justificaba los atentados a la infraestructura que cometía argumentando que afectaban, por un lado, los intereses económicos del Estado y de los sectores productivos, y por el otro, que vulneraban al Ejército: «Destruir infraestructura con el concepto de decir vamos a destruir la infraestructura del país, para dañar el país, eso no. Siempre tenía una explicación... en relación a la guerra que estábamos viviendo y en relación al momento táctico que para qué íbamos a volar este puente, sí lo íbamos a volar para que el Ejército no pasara y para que no siguiera con su barbarie... para cortarle el avance y la retirada... Pero lo que es de Nentón para el norte, la carretera se cerró [finales 81 inicio 82], no entraba el Ejército, no entraba ninguna autoridad, estaban cortados los postes de telegrafía que eran los medios de comunicación que había aparte de la carretera». «Al cortar la energía que llegara al cuartel (del Ejército) se cortaba la energía de toda la población, creando descontento entre el pueblo. Después, esos sabotajes se generalizaron para provocar ya un descontrol total en todo el país e ir preparando condiciones para pasar a un período casi de pre-insurrección.
| Fecha                   | Responsable | Objetivo                                                                                  | Resultado |
| ----------------------- | ----------- | ----------------------------------------------------------------------------------------- | --- |
| 19 de julio de 1981     | EGP         | Municipalidad de Chichicastenango, Quiché                                                 | Quemaron parcialmente las instalaciones por medio de una bomba incendiaria; luego impidieron el ingreso de los elementos de socorro.               |
| 13 de noviembre de 1981 | EGP         | Municipalidad de Zacualpa, Quiché                                                         | Destrucción de la sede municipal. |
| 16 de noviembre de 1981 | EGP         | Instalaciones eléctricas del INDE en Santa Cruz del Quiché                                | Dejó sin energía eléctrica a todos los municipios aledaños.                                                                                        |
| 16 de diciembre de 1981 | EGP         | Municipalidad, oficinas de correos y estación de policía de Tecpán, Chimaltenango         | Destrucción de las instalaciones y asesinato de seis personas; además se hicieron pintas en la localidad y sabotearon la carretera interamericana. |
| 18 de diciembre de 1981 | EGP         | Puente «El Tesoro» en Quiché                                                              | Destrucción total del puente, cortando el acceso al Ejército.                                                                                      |
| 21 de diciembre de 1981 | EGP         | Municipalidad y oficinas de correos y telégrafos de Cunén, Quiché                         | Quemaron los documentos del registro civil y luego las instalaciones de la municipalidad.                                                          |
| 19 de enero de 1982     | EGP         | Instalaciones del Instituto Nacional de Electrificación (INDE) en Villa Nueva y Escuintla | Se interrumpió el suministro eléctrico en veintiuno de los veintidós departamentos de la República.                                                |
| 19 de enero de 1982     | EGP         | Planta de energía eléctrica del INDE en Santa Cruz del Quiché                             | Una bomba destruyó la planta de energía, dejando sin suministro a todos los municipios que la rodean.                                              |
| 27 de enero de 1982     | EGP         | Puentes que comunican las poblaciones de San Miguel Uspantán, Nebaj y Chajul en Quiché    | Destrucción total de los dos puentes, cortando el acceso al Ejército.                                                                              |

Para contrarrestar el auge de la ofensiva guerrilla tras el triunfo de la Revolución Sandinista en Nicaragua en 1979, el gobierno de Lucas García inició la ofensiva de Tierra Arrasada en la región en donde operaba el Ejército Guerrillero de los Pobres, en el área de Chajul, Nebaj e Ixcán en Quiché, región rica en petróleo de la Franja Transversal del Norte; como parte de esta ofensiva, se dieron intensos ataques a poblaciones civiles que resultaron en masacres que fueron registradas por el informe REHMI y los informes de la Comisión para el Esclarecimiento Histórico. Para la descripción de masacre, el informe REHMI definió los asesinatos colectivos asociados a destrucción comunitaria; la mayoría de las masacres registradas por el informe REHMI corresponden al Departamento de Quiché; le siguen Alta Verapaz (63), Huehuetenango (42), Baja Verapaz (16) Petén (10) y Chimaltenango (9), pero también aparecen en otros departamentos. Los datos sobre las fuerzas responsables revelan la importancia de las masacres como parte de la política contrainsurgente. Después de octubre de 1981 hay más testimonios de masacres y se caracterizan por un patrón más indiscriminado, lo que sugiere que después de esa fecha las masacres fueron más importantes, estaban planificadas con mayor premeditación y llevaron a cabo una destrucción más global de las comunidades, en congruencia con la gran ofensiva desarrollada por el Ejército a partir de Chimaltenango hacia grandes áreas del Altiplano. Una de cada seis masacres se realizó en un día importante para la comunidad; ya fuera en día de mercado, de fiesta, o de reuniones de carácter religioso, los ataques en días señalados trataban de aprovechar la concentración de población para desarrollar de manera más masiva sus acciones y en algunos casos tenían un claro significado simbólico. Este aspecto, junto con la concentración de la población, y el control de la situación mostrado por el Ejército, muestra que los ataques fueron planificados.
Junto con la quema y destrucción de las casas, las torturas, atrocidades masivas y las capturas de la población aparecieron en más de la mitad de los ataques. Los enterramientos en fosas comunes, a menudo excavadas por las propias víctimas, se describen también en una parte importante de los testimonios; estos enterramientos clandestinos en fosas comunes fueron utilizados muchas veces como una forma de ocultar las pruebas de los asesinatos. En otras ocasiones las masacres se dieron en el marco de operativos a gran escala con gran despliegue de fuerzas militares y apoyo de la aviación que bombardeó esas zonas. Al menos una de cada nueve comunidades analizadas sufrió bombardeos asociados a masacres, ya fuera en los días anteriores o después del bombardeo.
Después del ataque lo más frecuente fue que la gente huyera (40 %) como forma de defender su vida, ya fuera a la montaña, al exilio o a otra comunidad; una de cada seis aldeas que sufrieron masacres quedó completamente arrasada.

#### Quema de la embajada española en Ciudad de Guatemala
En enero de 1980, un grupo de campesinos ―entre los que se encontraba Vicente Menchú― viajaron a la Ciudad de Guatemala para presentar por la vía legal un pliego de peticiones contra los abusos y asesinatos que el Ejército de Guatemala estaba cometiendo en Quiché.
| Documental fílmico Ni uno vivo Guatemala 31 de enero de 1980: \| Secciones \| Descripción \| \| ----------------------------------------------------------- \| -------------------------------------------------------------------------------------------------------------------------------------------------------------------------------------------------------------------------- \| \| Ni uno vivo: Tragedia en la Embajada de España en Guatemala \| Documental sobre los hechos acontecidos el 31 de enero de 1980 en la Embajada de España en Guatemala. Presenta entrevistas con los principales participantes, entre sobrevivientes y periodistas que cubrieron los hechos. \| | |
| Secciones | Descripción |
| Ni uno vivo: Tragedia en la Embajada de España en Guatemala | Documental sobre los hechos acontecidos el 31 de enero de 1980 en la Embajada de España en Guatemala. Presenta entrevistas con los principales participantes, entre sobrevivientes y periodistas que cubrieron los hechos. |

El 31 de enero de 1980, el grupo de campesinos llegó al Campus Central de la Universidad de San Carlos de Guatemala, en donde estudiantes de la misma, les asesoraron para hacer pública su precaria situación. Cuando los periódicos del país no se atrevieron a publicar sus demandas por temor a serias represalias, y luego de que se agotaron todas las vías legales para ser escuchado, el grupo decidió tomar las instalaciones de la Embajada de España y utilizar dicha toma como palestra de sus demandas aprovechando la inviolabilidad diplomática del recinto.
La reacción del gobierno del general Fernando Romeo Lucas García fue enérgica: la policía rodeó las instalaciones de la embajada y tras varias horas de asedio, la situación terminó con el incendio de la habitación en la que se habían refugiado todas las personas que se encontraban dentro de la embajada, incluyendo a todo el personal de la misma y a prestigiosos profesionales del derecho de Guatemala, quienes estaban en una reunión con el embajador ese día para concertar un congreso de Derecho.
Tras el hecho, los dos únicos sobrevivientes fueron el embajador Máximo Cajal López y Gregorio Iujá Yoná, quien se salvó por haber quedado debajo de todos los que se encontraban dentro de la habitación, aunque a la medianoche fue secuestrado del hospital y torturado hasta morir.

#### Operación Sofía

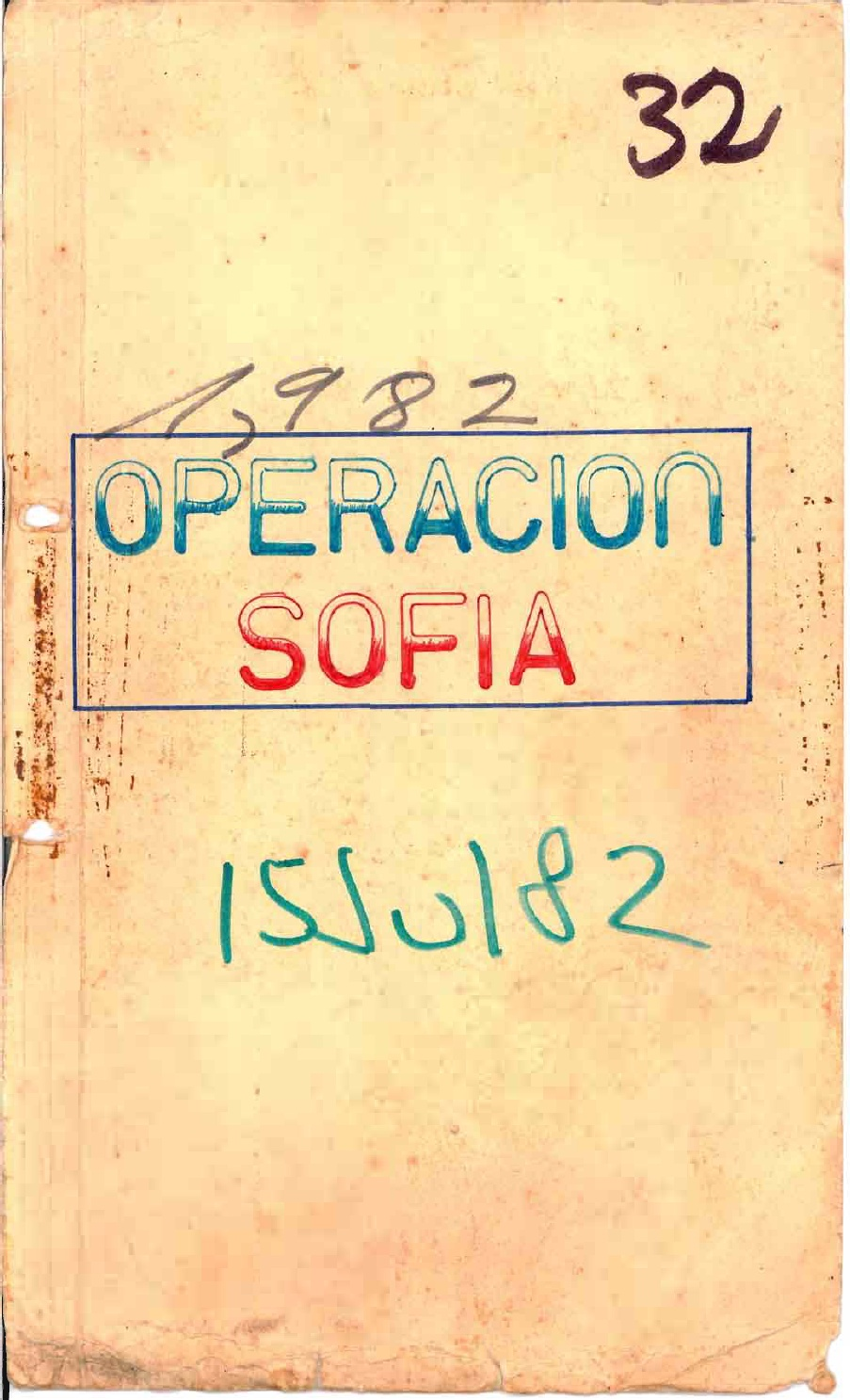
Operación Sofía: documento emitido por el ejército de Guatemala en 1982.

Del 8 de julio al 20 de agosto de 1982, ya durante la jefatura de estado del general Efraín Ríos Montt el ejército guatemalteco implementó el plan Operación Sofía. El informe de inteligencia militar indicaba que tras la fuerte ofensiva lanzada contra la insurgencia en el último trimestre de 1981, la guerrilla había sido vencida y no había logrado su objetivo de alcanzar el poder en marzo de 1982; pero, en enero de 1982 la guerrilla había iniciado una ofensiva político-militar para superar la crisis que le había representado la ofensiva del Ejército. El informe de inteligencia también afirma que la ofensiva guerrilla se había incrementado en la región de Nebaj, en El Quiché debido a la ayuda internacional que los insurgentes habían recibido del extranjero y que se habían formado dos frentes nuevos, el Fronterizo y el Afganistán, los cuales contaban con aproximadamente 30 combatientes cada uno, y estaban convenientemente equipados con armamento y equipo de primeros auxilios. En cuanto a los civiles que habitaban en el área, el informe de inteligencia indica que todos los habitantes de la región habían sido concientizados por la guerrilla, se escondían del ejército en cuevas alejadas de sus pueblos y no proporcionaban la información que se les requiere.
El documento del plan «Operación Sofía» incluye telegramas del Servicio de Transmisiones del Ejército, en donde se menciona que se evacuaron civiles del área, y se solicita que los capturados serán reincorporados a su vida normal:
- 22 de julio: «Hoy 1100 horas, capturáronse inmediaciones Salquil 87-12, dieciocho personas mayores, doce niños, solicito apoyo esa superioridad efecto control subsistencia y reincorporación a su vida normal».[73]
- 24 de julio: «1500 horas fueron evacuadas de área conflictiva diez familias encontrábanse amenazadas por subversión, las que incluyen cinco hombres, diez mujeres, diecisiete niñas, quince niños, una recién nacida. Quedando pendiente familias por ser evacuadas».[74]
- 25 de julio: «Aumento número de evacuados a ocho hombres, trece mujeres, diecisiete niños, un recién nacido».[75]
- 26 de julio: «Número de evacuados ha sido de veinte hombres, veintisiete mujeres, seis niños, veinticinco niñas, una recién nacida».[76]

También, en el documento se encuentran ejemplos de panfletos del ejército y la guerrilla, los cuales formaban parte de la guerra psicológica que se estaba llevando a cabo y para la cual el ejército guatemalteco solicitaba al Estado Mayor una pequeña transmisora radial y la implementación de un equipo de operaciones psicológicas, pues la gran mayoría de la población de la localidad estaba muy convencida de la doctrina guerrillera, era analfabeta, y conocía muy poco el castellano:
- Ejemplo de panfleto militar:

| «Pueblo de Nebaj, es tiempo de meditar, es tiempo de pensar, pongamos en orden nuestro pensamiento, la experiencia del pasado nos tiene que guiar hacia el futuro de Nebaj; debemos de pensar en nuestro pueblo, por aquí viven nuestros hijos y es aquí también donde descansan nuestros abuelos, nuestros antepasados. El ejército no reprime y mata como nos han hecho creer, no debemos tenerles miedo. Acerquémonos a ellos y veremos que no son como nos lo han hechos creer esos malos hombres que están en la montaña escondidos. Ya nadie viene a comprar nuestras telas por miedo al camino, son los subversivos los que nos han traído este sufrimiento, antes éramos felices con lo poco que teníamos, ahora ya no tenemos nada y si seguimos así no nos llegarán granos, i verduras, tenemos que ayudar al ejército para acabar con esta gente subversiva que se dice llamar guerrilleros. Debemos ayudar al ejército con la verdad, el ejército está lleno de gente como nosotros, en su mayoría campesinos que se sacrifican por nuestra patria, por la libertad de Guatemala. Pueblo de Nebaj, los subversivos no creen en Dios; tú sí crees en Dios, debemos arreglar nuestras iglesias que son la fuenta de nuestra fe cristiana». «Los hermanos ixiles que ayudan a estas bandas de maleantes está engañados con falsas promesas, ayudemos a nuestros hermanos a sacarlos de estas organizaciones que solo les traerá la muerte a ellos y a sus familias. Debemos tener presente que esta gente subversiva jamás podrá triunfar, ya que nosotros estamos convencidos que esta lucha solo nos traerá la muerte y pobreza. El ejército está mejor capacitado y entrenado pero con la de Dios y de nosotros acabaremos con estos bandidos. A la gente de confianza, organizarla para salvar Nebaj. No es posible que unos pocos bandidos siembren el terror y la desconfianza; solo organizados defenderemos Nebaj, ya estamos cansados de tanta violencia. Violencia que nos trajeron ellos mismos que dicen llamarse guerrilleros. Es ya hora de pagarles con su propia medicina. Ayuda al ejército que en esta forma ayudarás a tu pueblo. |

- Ejemplo de panfleto de la guerrilla:

| «La autodefensa son todas aquellas medidas que la población organizada tiene que poner en práctica para defenderse del enemigo, para sufrir el menor número de bajas y daño cuando este ataca, para evitar que su economía (siembras, cosechas, comercio, etc.) sufra grandes pérdidas, para que su moral revolucionaria y combativa no se quiebre, para poder golpear al enemigo aunque este se lance atacando a la población. En la última ofensiva que el enemigo lanzó en nuestro frente en los meses de enero, febrero, marzo del presenta año se vio que las poblaciones que no pusieron en práctica las medidas de Autodefensa en forma correcta y con conciencia revolucionaria sufrieron bastantes pérdidas de vidas: hombres, mujeres, ancianos, niños, hasa mujeres embarazadas, muchos de ellos fueron quemados dentro de sus ranchos, despedazados con machetes, los torturaron y muchas mujeres las violaron. Estas dolorosas pérdidas se debieron en gran parte a que estos compañeros no llegaron a entender ni a conocer la verdadera intención asesina del enemigo; se confiaron creyendo que se les iba a perdonar la vida por el hecho de no salir huyendo cuando ellos se acercaban. Las principales deficiencias y errores que se vieron en la recién pasada ofensiva enemiga en cuanto a la población, de las medidas de Autodefensa son las siguientes: 1. En algunas poblaciones la gente organizada se quedó en sus casas a pesar de que sabía que el ejército había reprimido cruelmente en algunas loclaidades mientras que a unas pocas las había respetado; esta forma de engaño logró confundir a compañeros que se quedaron en sus casas, los cuales fueron masacrados. Algunos de estos compañeros fueron capturados y torturados, y con la presión de la tortura y amenaza de muerte se quebraron, convirtiéndose en guías del ejército e informadores de nuestras estructuras; con su actitud pusieron en peligrola vida de miles de compañeros, nuestras actividades guerrilleras y nuestra propia organización. 2. En la mayoría de las aldeas la población no puso en práctica la orientación tantas veces dada por los organismos de hacer los buzones estratégicos para esconder sus cosechas de granos básicos. 3. No se guardaron las medidas de compartimentación sobre los puntos de concentración de los grupos de la población para su plan de emergencia. 4. Hay fallos en las postas, algunos compañeros hacen más poste que otros, muchos compañeros todavía no han comprendido la importancia de las mismas. 5. Las señas de alarma para avisar que el enemigo se acerca todavía no se han afinado ni mejorado. 6. En algunos lugares las FIL no se han hecho cargo de la dirección de la Autodefensa, todavía no han comprendido que la mayor responsabilidad de la Autodefensa les toca a ellos. 7. En muchos pocos lugares se hicieron trampas y en casi ninguno se han hecho armas populares (lanzas, arcos, flechas, bombas molotov, etc.). 8. En la mayoría de las aldeas no se prepararon abastos para los momentos en que la ofensiva del enemigo se puso muy dura. 9. En muchas localidades se estuvo esperando que las fuerzas guerrilleras alzadas las llegaran a defender, y aunque es correcto porque estas son la semilla del ejército del pueblo que debe defenderlas, por el momento no es real que estas puedan defenderlas en la mayor parte de lugares a donde el enemigo llega a masacrar. En el pueblo de Viet Nam la Autodefensa fue la forma de defenderse que le permitió conservar la vida de la mayoría de la población, a pesar de que los franceses, japoneses y gringos hicieron todo lo posible por quebrar el espíritu de lucha de un Pueblo. El Pueblo vivía debajo de la tierra cuando los ataques del enemigo lo exigía; dentro de los túneles, en los caminos y en muchos lugares hicieron miles de trampas con los cuales lograron hacer muchas bajas al enemigo y desmoralizarlo». |

Ambos panfletos están orientados a educar a los pobladores de la región, pero ambos evidencian un fuerte desconocimiento de la población a la que van dirigidos: por un lado, el lenguaje utilizado en el panfleto guerrillero es sumamente sofisticado, evidenciando que quienes lo escribieron eran personas de alto grado académico luchando por un ideal marxista, pero sin la capacidad de expresar las mismas ideas en un lenguaje sencillo y directo que pudiera entenderse fácilmente por las comunidades rurales analfabetas. Por otro lado, el lenguaje del ejército es mucho más accesible para los pobladores, pero no es convincente por las noticias que circulaban en el área por las acciones del ejército. En ambos casos, falta una interpretación indígena de los hechos: no hay ninguna referencia a las creencias de los ixiles, y mucho menos escritos en su idioma nativo que hiciera llegar los mensajes en forma efectiva.
Luego, el reporte del ejército sobre los resultados de la Operación Sofía del 19 de agosto de 1982, indica que la misma «fue exitosa tanto en el aspecto militar como en el de operaciones psicológicas. Durante toda la operación se mantuvo presión sobre el enemigo, no se tuvo ninguna baja debido al combate, ni administrativo, habiéndose logrado cortar las bases de apoyo logístico del área, habiéndose logrado destruir el período que se reporta 10 buzones grandes y desativados treinta y tres trampas, quince viviendas subterráneas todo lo cual fue destruido. En operaciones de control de la población se logró quitar gran apoyo a la guerrilla, lográndose evacuar hacia el municipio de Nebaj ciento veintidós personas los cuales quedaron bajo el control del Destacamento Militar de dicho municipio. La Primera compañía de paracaidistas formaron un destacamento en la Aldea Salquil con el fin de reunir en esta aldea a los moradores de los diferentes cantones reportando haber reunido y controlado a setecientos treinta y siete personas, las cuales están recibiendo ayuda y seguridad de parte de la Fuerza de Tarea Gumarkaj. El 5 de agosto doscientas cuarenta y seis personas vecinas de Salquil y sus alrededores se presentaron a las autoridades militares del municipio de Aguacatán, solicitando protección».

#### Comunidades de Población en Resistencia
En el período 1981-82, en el que más de cuatrocientos pueblos y aldeas fueron arrasadas y miles de guatemaltecos asesinados, la reacción de los sobrevivientes atrapados entre dos fuegos fue huir, o ponerse bajo el control del Ejército forzados a participar en las Patrullas de Autodefensa Civil (PAC) o reubicados en las «aldeas modelo», en donde fueron concentrados. Unas cincuenta mil personas totalmente desposeídas escaparon a zonas selváticas del departamento de Quiché, pasando esos años escondidos del mundo exterior y fuera de control gubernamental.
Una década después aproximadamente la mitad se mantenían aún allí, aunque las ofensivas del Ejército entre Amachel y Sumal entre 1987 y 1989 hicieron salir de allí a unas cinco mil personas. Posteriormente otras se establecieron por su cuenta fuera de las CPR, al norte de Uspantán. A mediados de 1992, quedaban unos diecisiete mil habitantes de las CPR de la Sierra y unos seis mil en el Ixcán, o sea un total aproximado de veintitrés mil personas.
Étnicamente las CPR del Ixcán eran en su gran mayoría k'iche's mientras que en las comunidades de la Sierra eran mayoritariamente ixiles, siendo el resto chajuleños, cotzaleños y k'iche's, así como ladinos. Las comunidades visitadas resaltaron la convivencia en pie de igualdad de sus miembros de todo origen.
En enero de 1994, las CPR de Ixcán hicieron público su propósito de asentarse pacíficamente a partir del 2 de febrero en sus ubicaciones anteriores entre los ríos Ixcán y Xalbal en tierras de la Cooperativa del Ixcán Grande, cuyos socios son en su mayoría miembros de las CPR, e invitaron a la CIDH a comprobar su situación en lo que se refiere a derechos humanos. El 9 y 10 de marzo de 1994, las CPR fueron Quiché fueron visitadas por miembros de la Comisión Iberoamericana de Derechos Humanos (IDEH); las comunidades visitadas fueron Santiaguito, San Luis, San Francisco, Los Altos y La Esperanza (Ixcán) y las CPR en Cabá y Santa Clara (Sierra). La Comisión visitó también poblaciones cercanas en Centro Veracruz (Ixcán) y Asunción del Copón (Sierra), así como "trabajaderos" de algunas de las CPR y se entrevistó con patrullas militares operando en esos territorios. En dichos viajes la Delegación pudo observar también otras poblaciones del área, así como los cuarteles abandonados por el Ejército en Tercer y Cuarto Pueblo.

#### Comunidades perdidas
Las comunidades perdidas eran asentamientos espontáneos incomunicados, que estaban fuera del sistema de las CPR pero cercanas a ellas en áreas prácticamente incomunicadas del El Quiché y de Alta Verapaz, y que se encontraban en pésimas condiciones de supervivencia. Dichas poblaciones decidieron conscientemente reubicarse en áreas remotas no consideradas de insurgencia y desarrollar su vida fuera del alcance de los grupos armados, de las patrullas y del Ejército, desarrollando una economía de subsistencia, y evitar llamar la atención pública. Algunas de las familias que la integran formaron parte en el pasado de las CPR y han decidido reubicarse fuera de la zona de conflicto. Estas comunidades aisladas estaban ubicadas en el área de Uspantán, donde existían entre sesenta y noventa comunidades de este tipo con una población que variaba entre treinta a cincuenta familias cada una.

## Geografía

### Hidrografía
El departamento de Quiché está bañado por muchos ríos. Entre los principales sobresalen el río Chixoy o río Negro, que recorre los municipios de Sacapulas, Cunén, San Andrés Sajcabajá, Uspantán y Canillá, y posee la represa hidroeléctrica Chixoy; el río Blanco y el Pajarito (en Sacapulas); el río Azul y el río Los Encuentros (en Uspantán); el río Sibacá y el Cacabaj (en Chinique); y el río Grande o Motagua en Chiché.
Además están las lagunas de Lemoa y la de La Estancia (en Santa Cruz del Quiché), y la laguna de San Antonio (en San Antonio Ilotenango).

### Orografía
La configuración geográfica de Quiché es bastante variada. Sus altitudes oscilan entre los 2310 y 1196 m s. n. m.; por consiguiente sus climas son muy variables, predominando el frío y el templado, aunque hay algunas zonas de clima cálido. Sin embargo, hay alturas hasta de 3000 m s. n. m. en un sistema de cordilleras que atraviesa el departamento de oeste a este.
Este departamento está atravesado por tres sistemas orográficos diferentes: la sierra de Chamá (al norte), la de los Cuchumatanes (al centro) y la de Chuacús (al sureste), lo que determina los diferentes climas, que se manifiestan desde los fríos templados hasta los más cálidos.
Tiene también otras montañas importantes que son: las de Joyabaj (en el municipio del mismo nombre); y la de La Cumbre y la de Chuxán (en San Bartolomé Jocotenango).
Entre los cerros están el de Poquijil (en Chichicastenango), el Pocbalam (en San Bartolomé Jocotenango), el Pachum (en Joyabaj) y los Achiotes (en San Andrés Sajcabajá).

### Zonas de vida vegetal
En el departamento de Quiché existen siete zonas de vida vegetal, según la clasificación propuesta por Holdridge en 1978:
- bs-S: bosque seco subtropical
- bh-S (t): bosque húmedo subtropical templado
- bh-S (c): bosque húmedo subtropical cálido
- bo-S: bosque pluvial subtropical
- bmh-S (c): bosque muy húmedo subtropical cálido
- bh - MB: bosque húmedo montano bajo subtropical
- bmh-MB: bosque muy húmedo montano subtropical

### Vías de comunicación
El departamento de Quiché está intercomunicado, a través de la ruta nacional n.º 15, que en la aldea Los Encuentros, municipio de Sololá, entronca con la carretera interamericana CA-1; la ruta n.º 15 que parte de Los Encuentros, atraviesa Chichicastenango, Santa Cruz del Quiché, San Pedro Jocopilas, Sacapulas y Cunén y llega hasta Chajul. Así como la carretera 7W, que se origina en el departamento de Alta Verapaz, cruza Quiché aproximadamente de este a oeste y termina en el departamento de Huehuetenango.
Cuenta también con varias carreteras departamentales y municipales que unen a sus municipios entre sí, aunque la mayoría de ellas están en precarias condiciones o sin asfaltar.

### Geología
Tipos de suelo que sobresalen en el departamento de Quiché:
- JKfs: jurásico-cretácico, formación Todos Santos, jurásico superior-neocomiano (capas rojas), incluye la formación San Ricardo.
- Qa: aluviones cuaternarios
- Tsp: terciario superior oligoceno-plioceno, predominantemente continental: incluye formaciones Cayo, Armas, Caribe, Hereria, Bacalar y White Maris.
- Pe: paleoceno-eoceno, sedimentos marinos.
- PC: pérmico, formación Chochal (carbonatos).
- Kts: cretácico-terciario, formación Sepur, campaniano-eoceno. Predominantemente sedimentos clásticos marinos. Incluye formaciones Toledo, Reforma y Cambio y grupo Veraoaz.
- Ksd: cretácico, carbonatos neocaomiano-campanianos, incluye formaciones Cobán, Ixcoy, Campur, Sierra Madre y grupo Yojaa.
- Qp: cuaternario, rellenos y cubiertas gruesas de cenizas pómez de origen diverso.
- TV: terciario, rocas volcánicas sin dividir. Predominantemente mio-piloceno. Incluye tobas, coladas de lava, material lahárico y sedimentos volcánicos.
- I: rocas plutónicas sin dividir, Incluye granitos de dioritas de edad prepérmico. Cretácico y terciario.
- TT: rocas ultrabásicas de edad desconocida, predominantemente serpetinitas. En parte pre-maestrichtiano.
- Pzm: paleozoico, rocas metamórficas sin dividir. Filitos, esquistos cloríficos y dioritas y granitos prepérmicos, cretácicos y terciarios.

### Uso actual de la tierra
En el departamento de Quiché, por su clima, tipos de suelo y la topografía del terreno, sus habitantes siembran gran diversidad de cultivos anuales, permanentes o semipermanentes, encontrándose entre estos los cereales, hortalizas, árboles frutales, café, caña de azúcar, etc.
Además, por las cualidades con que cuenta el departamento, algunos de sus habitantes crían varias clases de ganado.
La existencia de bosques, ya sean estos naturales, de manejo integrado, mixtos, etc., compuestos de variadas especies arbóreas, arbustivas o rastreras dan al departamento un toque especial en su ecosistema y ambiente, convirtiéndolo con esa gracia natural en uno de los lugares típicos para ser habitados por visitantes no solo nacionales, sino también extranjeros. Es de esta forma como usted lector se puede formar una idea de cómo en este departamento el uso de la tierra es aprovechado en ocasiones de manera intensiva y en otras de manera pasiva.

### Capacidad productiva de la tierra
Para evidenciar con que capacidad productiva de terreno se cuenta en este departamento, en Guatemala de acuerdo con el Departamento de Agricultura de los EE. UU., existen 8 clases de clasificación de capacidad productiva de la tierra, en función de los efectos combinados del clima y las características permanentes del suelo. De estas 8 clases agrológicas la I, II, III Y IV son adecuadas para cultivos agrícolas con prácticas culturales específicas de uso y manejo; las clases V, VI, y VII pueden dedicarse a cultivos perennes, específicamente bosques naturales o plantados; en tanto que la clase VIII se considera apta solo para parques nacionales, recreación y para la protección del suelo y la vida silvestre.
En Quiché están representadas cinco de las ocho clases agrológicas indicadas, predominando las clases VII, IV y VI.

## Costumbres y tradiciones
Sus ceremonias religiosas son presididas generalmente por los sacerdotes mayas, que son personas especializadas y contratadas por los vecinos para que sirvan como intermediarios ante los seres del más allá (Dios, Jesucristo, los santos, el Dios Mundo, los espíritus de los antepasados, etc.) mediante un pago simbólico. Estas ceremonias se efectúan tanto dentro como fuera de la iglesia, y aún en los montes en lugares especiales que llaman «quemaderos». En estas ceremonias llevan ofrendas como inciensos, copal, pom, aguardiente (guaro), candelas y otras cosas. 
También tenemos la feria de Canilla Entre las costumbres y tradiciones de Canillá tenemos la feria Titular del 07 al 13 de diciembre en honor a la virgen de Concepción, fechas en las cuales se desarrollan actividades Religiosas, Deportivas, Culturales y Sociales. Tales como: Jaripeo, las carreras de caballos, La feria Ganadera, El baile de la zarabanda, baile de disfraces (convite tanto de hombres como de mujeres), quema de toritos, sin distinguirse un traje en particular que sea característico de hombres o de mujeres; Día de Carnaval está actividad se realiza el martes previo al miércoles de Ceniza la cual se realiza en las escuelas, 14 de febrero día del Cariño y la amistad, Semana Santa se realizan procesiones los viernes previos a la Semana Santa hay vía cruces, se acostumbra deleitar de la comida típica como: Pescado seco envuelto en huevo, curtidos, torrejas, pan con miel y caldo de Gallina. Pero en la aldea Chijoj en Semana Santa se celebra la feria de esta localidad desarrollando sus actividades sociales, culturales Deportivas y religiosas, Día de la Madre 10 de mayo, cabe mencionar que dicha celebración es una fiesta muy importante en todas y cada una de las 30 comunidades rurales que conforman el municipio de Canillá, comunidades que cuentan con una escuela para lo cual lo celebran con marimbas, comidas, bombas, cohetes, serenatas, 15 de septiembre celebración de las fiestas patrias en la cual se desarrollan diversas actividades tales como: se va a traer la antorcha a la cabecera departamental hacia Canillá como símbolo de libertad, Desfile cívico, palo o animal encebado, juegos de fútbol y básquet, y actividades culturales. Celebración del día San Lucas (día del ganadero) esta actividad se realiza el 18 de octubre para lo cual se desarrolla diferentes eventos como: Jaripeo, baile del ganadero, Día de los santos se acostumbra ir a limpiar y adornar los mausoleos del cementerio municipal el día dos de noviembre se acostumbra a llevar comida al cementerio como: Gallina creolla en salsa de miltomate, Güisquil cocido, ayote y jocotes en miel, Navidad, año Nuevo y Bailes Sociales.
Danzas Folklóricas
Quiché tiene dos centros de danzas importantes. Uno en Santa Cruz del Quiché su cabecera, y el otro es Joyabaj. En Santa Cruz la danza principal es la de La Culebra, en Chichicastenango la del Torito, y en Joyabaj la del Palo Volador, llamado por sus pobladores como Palo de los Voladores. En sus demás municipios también realizan las danzas de El Venado, Tantuques, El Torito, Mexicanos, La Conquista y Convites.

## Demografía

### Población de Quiché según municipio
| N. | Municipio                 | Población (2018) |
| -- | ------------------------- | ---------------- |
| 1  | Chichicastenango          | 141,567          |
| 2  | Ixcán                     | 99,470           |
| 3  | Joyabaj                   | 82,369           |
| 4  | Santa Cruz del Quiché     | 78,279           |
| 5  | Nebaj                     | 72,686           |
| 6  | Uspantán                  | 65,872           |
| 7  | Sacapulas                 | 52,620           |
| 8  | Chajul                    | 46,658           |
| 9  | Cunén                     | 41,455           |
| 10 | Chicamán                  | 39,731           |
| 11 | Zacualpa                  | 32,750           |
| 12 | San Pedro Jocopilas       | 31,950           |
| 13 | San Juan Cotzal           | 31,532           |
| 14 | Chiché                    | 29,646           |
| 15 | San Antonio Ilotenango    | 25,590           |
| 16 | San Andrés Sajcabajá      | 24,981           |
| 17 | San Bartolomé Jocotenango | 13,568           |
| 18 | Canillá                   | 12,172           |
| 19 | Chinique                  | 11,382           |
| 20 | Pachalum                  | 8,839            |
| 21 | Patzité                   | 6,144            |
| -  | Quiché                    | 949,261          |

## Desarrollo
El informe de desarrollo humano publicado en 2022, La celeridad del cambio, una mirada territorial del desarrollo humano 2002 – 2019, donde se observó el cambio y el avance que ha habido en el país entre 2002 y 2019 . El Departamento de El Quiche se ubica en el vigésimo primer puesto entre los 22 departamentos de Guatemala. Siendo uno de los departamentos entre 2002 y 2018 con mayor crecimiento pasando de 0,433 a 0,564. Quiche posee 12 municipios con IDH Medio y 9 con IDH Bajo. Pachalum tiene el idh más alto con 0,661 y el más bajo lo tiene San Pedro Jocopilas con 0,507.
| N. | Municipio                 | IDH 2018 | IDH 2002 |
| -- | ------------------------- | -------- | -------- |
| 1  | Pachalum                  | 0,661    | 0,533    |
| 2  | Santa Cruz del Quiché     | 0,638    | 0,543    |
| 3  | Chinique                  | 0,613    | 0,496    |
| 4  | Nebaj                     | 0,612    | 0,475    |
| 5  | Cunén                     | 0,592    | 0,444    |
| 6  | Ixcán                     | 0,578    | 0,451    |
| 7  | San Juan Cotzal           | 0,577    | 0,429    |
| 8  | Chichicastenango          | 0,576    | 0,442    |
| 9  | Canillá                   | 0,574    | 0,449    |
| 10 | Sacapulas                 | 0,564    | 0,437    |
| 11 | Patzité                   | 0,558    | 0,437    |
| 12 | Uspantán                  | 0,552    | 0,418    |
| 13 | Chiché                    | 0,548    | 0,427    |
| 14 | San Antonio Ilotenango    | 0,542    | 0,401    |
| 15 | Chicamán                  | 0,541    | 0,404    |
| 16 | Chajul                    | 0,537    | 0,404    |
| 17 | San Andrés Sajcabajá      | 0,530    | 0,381    |
| 18 | Zacualpa                  | 0,527    | 0,410    |
| 19 | Joyabaj                   | 0,515    | 0,392    |
| 20 | San Bartolomé Jocotenango | 0,513    | 0,354    |
| 21 | San Pedro Jocopilas       | 0,507    | 0,376    |
| -  | Quiché                    | 0,564    | 0,433    |

| N. | Municipio                 | IDH Según Indicadores | IDH Según Indicadores | IDH Según Indicadores |
| N. | Municipio                 | Salud                 | Educación             | Nivel de Vida         |
| -- | ------------------------- | --------------------- | --------------------- | --------------------- |
| 1  | Pachalum                  | 0,888                 | 0,501                 | 0,649                 |
| 2  | Santa Cruz del Quiché     | 0,804                 | 0,407                 | 0,594                 |
| 3  | Chinique                  | 0,815                 | 0,466                 | 0,606                 |
| 4  | Nebaj                     | 0,835                 | 0,465                 | 0,591                 |
| 5  | Cunén                     | 0,803                 | 0,452                 | 0,570                 |
| 6  | Ixcán                     | 0,735                 | 0,444                 | 0,593                 |
| 7  | San Juan Cotzal           | 0,800                 | 0,428                 | 0,562                 |
| 8  | Chichicastenango          | 0,846                 | 0,384                 | 0,589                 |
| 9  | Canillá                   | 0,777                 | 0,409                 | 0,594                 |
| 10 | Sacapulas                 | 0,806                 | 0,386                 | 0,576                 |
| 11 | Patzité                   | 0,761                 | 0,400                 | 0,570                 |
| 12 | Uspantán                  | 0,771                 | 0,390                 | 0,558                 |
| 13 | Chiché                    | 0,774                 | 0,366                 | 0,580                 |
| 14 | San Antonio Ilotenango    | 0,799                 | 0,352                 | 0,568                 |
| 15 | Chicamán                  | 0,742                 | 0,384                 | 0,555                 |
| 16 | Chajul                    | 0,763                 | 0,366                 | 0,555                 |
| 17 | San Andrés Sajcabajá      | 0,759                 | 0,356                 | 0,552                 |
| 18 | Zacualpa                  | 0,785                 | 0,331                 | 0,564                 |
| 19 | Joyabaj                   | 0,796                 | 0,308                 | 0,557                 |
| 20 | San Bartolomé Jocotenango | 0,771                 | 0,320                 | 0,546                 |
| 21 | San Pedro Jocopilas       | 0,724                 | 0,332                 | 0,544                 |
| -  | Quiché                    | 0,788                 | 0,392                 | 0,574                 |

### Población que vive en el departamento según IDH
| N. | Municipio                 | IDH 2018 | Población | Según Desarrollo |
| -- | ------------------------- | -------- | --------- | ---------------- |
| 1  | Pachalum                  | 0,661    | 8,839     | 622,017          |
| 2  | Santa Cruz del Quiché     | 0,638    | 78,279    | 622,017          |
| 3  | Chinique                  | 0,613    | 11,382    | 622,017          |
| 4  | Nebaj                     | 0,612    | 72,686    | 622,017          |
| 5  | Cunén                     | 0,592    | 41,455    | 622,017          |
| 6  | Ixcán                     | 0,578    | 99,470    | 622,017          |
| 7  | San Juan Cotzal           | 0,577    | 31,532    | 622,017          |
| 8  | Chichicastenango          | 0,576    | 141,567   | 622,017          |
| 9  | Canillá                   | 0,574    | 12,172    | 622,017          |
| 10 | Sacapulas                 | 0,564    | 52,620    | 622,017          |
| 11 | Patzité                   | 0,558    | 6,144     | 622,017          |
| 12 | Uspantán                  | 0,552    | 65,872    | 622,017          |
| 13 | Chiché                    | 0,548    | 29,646    | 327,243          |
| 14 | San Antonio Ilotenango    | 0,542    | 25,590    | 327,243          |
| 15 | Chicamán                  | 0,541    | 39,731    | 327,243          |
| 16 | Chajul                    | 0,537    | 46,658    | 327,243          |
| 17 | San Andrés Sajcabajá      | 0,530    | 24,981    | 327,243          |
| 18 | Zacualpa                  | 0,527    | 32,750    | 327,243          |
| 19 | Joyabaj                   | 0,515    | 82,369    | 327,243          |
| 20 | San Bartolomé Jocotenango | 0,513    | 13,568    | 327,243          |
| 21 | San Pedro Jocopilas       | 0,507    | 31,950    | 327,243          |
| -  | Quiché                    | 0,564    | 0,564     | 0,564            |

## Idioma
Quiché es uno de los departamentos antiguamente más poblados de la nación y es el territorio que ―junto con Huehuetenango― posee más idiomas. El idioma uspanteco se habla en el municipio de Uspantán, el ixil en Nebaj, Chajul y San Juan Cotzal, el sacapulteco en Sacapulas, el kekchí en la parte norte del departamento, mientras que el kiché se habla en la parte sur.
Aunque el español es el idioma oficial de la República de Guatemala y del departamento, buena parte de la población lo utiliza como segundo idioma para el comercio y turismo. Incluso algunos habitantes no poseen conocimientos amplios del idioma ya mencionado, debido a que no tuvieron acceso a la educación primaria.

## Economía

### Producción agrícola
La agricultura es uno de los principales renglones en la vida de sus habitantes, pues la variedad de climas, aunado a la gran cantidad de ríos que corren por su territorio, contribuyen a que su producción sea variada y abundante, siendo sus principales artículos: maíz, trigo, frijol, patatas, habas, arvejas y en menor escala café, caña de azúcar, arroz y tabaco. También existen grandes bosques donde abundan maderas preciosas. También podemos encontrar los productos más valerosos en este departamento.

### Producción pecuaria
En casi todos los municipios existe crianza de ganado vacuno, caballar, lanar y caprino, especialmente en los municipios de Santa Cruz Quiché, Nebaj, San Juan Cotzal, Chajul y Uspantán. El ganado lanar se encuentra principalmente en las zonas de clima más frío.

### Producción industrial
Algo muy importante que es necesario resaltar es la producción de la Sal Negra más conocida, sal gema o de piedra, que los indígenas de Sacapulas extraen de las minas. Se sabe que su subsuelo es rico en minerales, conociéndose minas de hierro, plata, mármoles, plomo etc.

### Producción artesanal
Quiché es uno de los departamentos más importantes en cuanto a su producción artesanal. Sobresale la elaboración de telas tradicionales de algodón y de lana. Las de algodón, tejidas por las mujeres en telares de cintura; y las de lana, por los hombres en telares de pie, aunque las piezas pequeñas como morrales, bolsas y gorras, son tejidas a mano, con aguja.
Otra artesanía importante es la elaboración de sombreros de palma de alta calidad. Las mujeres hacen las trenzas en cualquier momento, en casa o en los caminos cuando van al mercado. Estas trenzas las entregan a los talleres donde cosen los sombreros. También elaboran instrumentos musicales, cohetería, cerámica tradicional, artículos de cuero, cestería, jarcia, muebles de madera y tallado de máscaras.

### Pobreza
En el departamento de Quiché (del 100% de su población) tiene un 74.7% en pobreza o un 41.8% en pobreza extrema según datos del PNUD 2014. [1]

## Centros turísticos y arqueológicos
El municipio de Chichicastenango ha sido durante años uno de los más importantes poblados del circuito turístico de Guatemala, por ser allí donde el turista puede admirar en todo su significado la fe religiosa de los pueblos originarios descendientes de los antiguos mayas.
En Santa Cruz del Quiché existen los balnearios Chocoyá y Pachitac, mientras que por Chinique pasan los ríos Agua Tibia y El Chorro, y en Nebaj, el río Las Violetas. También en Nebaj se encuentran los miradores El Boquerón y Las Clavelinas.[cita requerida]
A 4 km de Santa Cruz del Quiché se encuentra Gumarcaaj, que fue la antigua capital del Reino quiché. Cuenta con un museo de arte prehispánico y un centro para visitantes. Las ruinas de la ciudad maya de Xutixtiox se encuentran cerca de Sacapulas.
La Laguna de Lemoa ―ubicada en la aldea del mismo nombre―, fue declarada hábil para el deporte de la pesca.
El cerro Pascual Abaj ―en honor a Pascual Abaj― es un sitio de celebraciones de corte prehispánico.

## En el cine
- El filme Gerardi, la película, producido por la Oficina de los Derechos Humanos del Arzobispado de Guatemala y Moralejas films y protagonizado por Jimmy Morales describe los momentos más difíciles de la Guerra Civil de Guatemala en el departamento de Quiché, cuando las aldeas están siendo atacadas y arrasadas y la Iglesia católica está siendo intimidada y obligada a tomar partido.[90] Monseñor Gerardi era obispo en ese departamento, y diferentes locaciones del mismo fueron utilizadas para filmar la película.[91]

## Ubicación geográfica
|                                                 | Norte: Chiapas, estado de México       | Nordeste: Peten, departamento de Guatemala    |
| Oeste: Huehuetenango, departamento de Guatemala |                                        | Este: Alta Verapaz, departamento de Guatemala |
|                                                 | Sur: Sololá, departamento de Guatemala |                                               |